# Octavien de Saint-Gelais
Octavien de Saint-Gelais (* 1468 in Cognac; † 1502 in Vars, Charente) war ein französischer Kleriker, Dichter und Übersetzer der Renaissance.

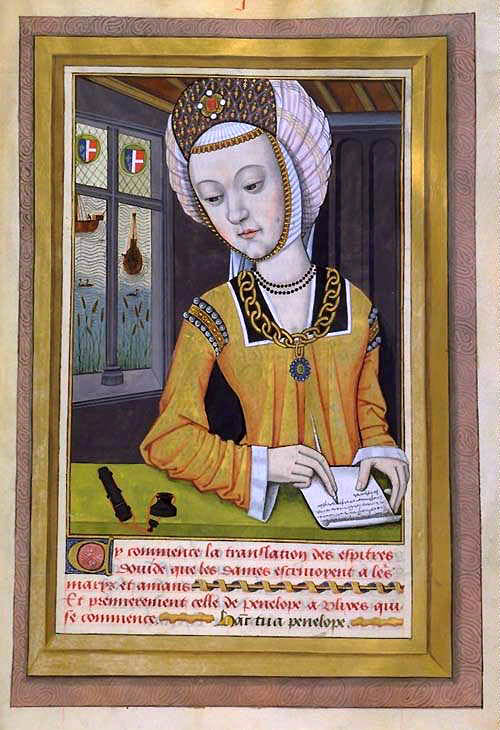
Porträt der Hypsipylé, der ersten Frau Jasons aus Octavien de Saint-Gelais’ Übersetzung von Ovids Epistulae heroidum, Cognac, 1496–1498.

## Biografie
Octavien de Saint-Gelais studierte Theologie in Paris am Collège Sainte-Barbe, an der Sorbonne und am Collège de Navarre. Er wurde ein Mitglied des prächtigen Hofes von Karl VIII. (1470–1498) in Amboise. Im Alter von 25 Jahren zwang ihn eine unheilbare Krankheit, seinen bisher genussfreudigen Lebensstil aufzugeben. Er trat in den geistlichen Stand ein. 1494 übertrug ihm Karl VIII. die Diözese Angoulême. Als Bischof war Ocatvien bald angesehen, denn er reformierte Klosterregeln, kümmerte sich um die Armen und ließ die Kirchen renovieren. Außerdem widmete er sich der Dichtkunst. Octavien de Saint-Gelais bediente sich ungeniert aus den poetischen Formen des späten Mittelalters und der frühen Renaissance. Unter seinen Werken befanden sich Balladen, Rondeaux und Moritaten, wobei er die verschiedensten Kombinationen von Reimen und Versmaßen anwendete. Eine besondere Leidenschaft hegte er für die Dichter der Antike. Seine französische Übersetzung der Aeneis wurde Ludwig XII. (1462–1515) vorgetragen. Des Weiteren übertrug er die Heroides des Ovid. 1502 nötigte ihn eine Pestepidemie seinen Bischofssitz zu verlassen. Er zog sich in das Dorf Vars in der Charente zurück, wo er kurz darauf verstarb.
Octavien de Saint-Gelais fabulierfreudige, lebenskräftige Dichtkunst beeinflusste auch Lyriker der nächsten Generation, wie zum Beispiel Clément Marot (1495–1544).
Sein Neffe war der Dichter Mellin de Saint-Gelais (ca. 1491–1558).

## Quelle
1. ↑  „Il y vit en mondaine plaisance et y entretient de doulces amourettes“ (dt. „Er lebte dort den weltläufigen Vergnügungen und pflegte zarte Liebeleien.“), zitiert nach: Colletet, Guillaume: Vies d’Octovien de Sainct Gelais, Mellin de Sainct Gelais, Marguerite d’Angoulesme … publieés pour la première fois [aus: „Les Vies des poètes français“] par Ern. Gellibert des Seguins. - Paris, 1863. - 247 S.

## Werke (Auswahl)
als Übersetzer
- Aeneas Sylvius: Eurialus und Lukrezia. Nebst Bruchstücken der Anthitus-Uebersetzung („Historia de duobus amantibus Euryalo et Lucretia“). Niemeyer, Halle 1914. LXIII, 189 S.
- Aeneas Sylvius: Oeuvres érotiques. „Cinthia“. Historia de duobus amantibus avec „L’ystoire de Eurialus et Lucresse“. „De remedio amoris“ (Miroir du moyen age). Brepols, Turnhout 2003. 236, 4 S, ISBN 2-503-51309-3.
- Publius Ovidius Naso (Autor), Dagmar Thoss (Hrsg.): Héroïdes. (Österr. Nationalbibliothek, Wien, Codex 2624) (Codices illuminati medii aevi; 1). Lengenfelder, München 1986, ISBN 3-89219-001-1 (5 Mikrofiches)
- Publius Vergilius Maro: Les oeuvres de Virgille. Avec les hystoires mises chascune en son lieu. Neue durchges. Ausg. Jacques le Messier, Paris 1532 (zusammen mit Guillaume Michel).

als Autor
- Joseph A. James (Hrsg.): Le séjour d’honneur(North Carolina studies in the Romance languages and literatures; 181). University of North Carolina Press, Chapel Hill, N.C. 1977. 308 S., ISBN 84-399-6102-2.
- Mary B. Winn (Hrsg.): La chasse d’amours. Poème publié en 1509 (Textes littéraires français; 322). Droz, Genf 1984. LXXVIII, 454 S. –
- Le Vergier d’honneur. Nouvellement impr. à Paris; de l’entreprince et voyage de Naples; Auquel est comprins comment le roy Charles VIII de ce nom a baniere desployee passa et repassa de journée en journée depuis Lyon. Johan Janot, Paris um 1515. Bogen A II – AA IV